# Linda Gary
Linda Gary (Los Angeles, 4 november 1944 – North Hollywood, Californië, 5 oktober 1995) was een Amerikaans stemactrice die voornamelijk stemmen insprak voor tekenfilmseries. 
Enkele bekende personages die ze van een stem voorzag zijn Teela in de eerste televisieserie van He-Man and the Masters of the Universe en Aunt May in twee verschillende animatieseries over de superheld Spider-Man. Gastrolletjes had Linda Gary in een groot aantal producties, zoals TaleSpin, De Smurfen, Alvin and the Chipmunks, DuckTales en Ratjetoe. Daarnaast leende ze haar stem aan personages uit computerspellen, bijvoorbeeld King's Quest VI.
Eveneens is zij in verschillende delen van de filmreeks Platvoet en zijn vriendjes te horen als de oma van Platvoet. Op het witte doek verscheen ze slechts tweemaal: in Joyride to Nowhere (1977), waar ook haar man, acteur Charles Howerton, in speelde, en in Cruising (1980), naast Al Pacino.
Linda Gary was van 1967 tot haar dood getrouwd met Howerton; samen hadden ze twee dochters. Ze overleed in 1995 op 50-jarige leeftijd aan een hersentumor.

## Filmografie (selectie)
- Batman: The Animated Series (animatieserie) – Dr. Nora Crest
- Ghostbusters (animatieserie) – Madame Why, Mysteria, Apparitia
- He-Man and the Masters of the Universe (animatieserie) – Teela, Evil-Lynn, de tovenares
- She-Ra: Princess of Power (animatieserie) – Glimmer, Shadow Weaver, Madame Razz, Scorpia, Entrapta
- Spider-Man (animatieserie, zowel de versie uit 1981 als die uit 1994) – Tante May
- SWAT Kats (animatieserie) – Dr. Abby Sinian
- Top Cat and the Beverly Hills Cats (animatiefilm) – Gertrude Vandergelt
- Transformers (animatieserie) – Chromia

## Verwarring
Linda Gary's achternaam werd in de titelrol van tekenfilms weleens verkeerd gespeld als 'Gray'. Dit had tot gevolg dat mensen dachten dat de stemmen waren ingesproken door Linda Gray, die bekend was als Sue Ellen Ewing uit Dallas.
- Library of Congress Control Number: no2013092323
- Virtual International Authority File: 305236840
- WorldCat: E39PBJmDqHRMg8FPbKCTYBvfv3